# 法赫德·本·阿卜杜勒-阿齊茲·阿勒沙特
法赫德·本·阿卜杜勒-阿齊茲·阿勒沙特（阿拉伯语：‎，1921年3月16日—2005年8月1日），沙地阿拉伯已故國王及首相、沙特阿拉伯王室的領袖，實际統治时期橫跨二十世紀的70中期到90年代中期，直到他病重把大權逐漸交給弟弟王储阿卜杜拉代為負責。至今為止他是在位時間最長的沙特國王。

## 生平
幼年曾在宫廷接受伊斯兰教育，后在欧美接受高等教育。
他於1982年登基，在位期間于1991年協助美國在海灣戰爭中擊敗伊拉克，允許美國在沙烏地阿拉伯設立軍事基地。其親美的立場令部份國人不滿。其中包括沙烏地商人基地組織領袖奧薩馬·賓·拉登，這也是基地組織發動恐怖襲擊的主因。
1995年11月30日患中風，健康欠佳，其政務移交至王儲阿卜杜拉親王手中。
法赫德中風後偶爾會接見外賓，他于2003年最後一次會面。

## 逝世
2005年5月27日，沙烏地阿拉伯政府發言人指法赫德正入院治療，有媒體指法赫德情況危殆，而當地官方媒體向路透社指出，法赫德是因「肺部有水」及發高燒而需要住院。在他的醫療記錄中，他於1995年11月30日患中風，這次是因肺炎而需入院，並會留院一至兩日及會進行CAT掃瞄。此外，法赫德曾於2003年因出現白內障而需在利雅得進行手術。
2005年8月1日在首都利雅得的費薩爾國王醫院逝世，享年85歲。遺體葬於奥德公墓。在其死訊發出後，沙烏地阿拉伯全國停止電視廣播，改播頌讀古蘭經經文哀悼。

## 简历
- 1953年教育大臣、
- 1962年－1975年内政大臣、
- 1967年－1975年第二副首相、
- 1975年王储、
- 1975年－1982年第一副首相、
- 1982年首相、
- 1982年6月13日继承王位。

## 家族
法赫德國王在世時共有5名妻子，其中三人已離婚。兒女共有14名，男孩9名，女孩5名；其中幼子阿卜杜勒-阿齊玆親王最受法赫德國王疼愛，被國王愛稱爲“寶貝兒”；相傳已離婚的Janan bint Harb秘密爲國王生下一名女兒，但幾乎不受沙特王室認同。
|   | 妻                                                             | 兒女                              |
| 1 | al-Anud bint Abd al-Aziz bin Musaid Al Jiluwi                  | al-Anud（女）                     |
| 1 | al-Anud bint Abd al-Aziz bin Musaid Al Jiluwi                  | 費薩爾（Faysal）                  |
| 1 | al-Anud bint Abd al-Aziz bin Musaid Al Jiluwi                  | 沙特（Saud）                      |
| 1 | al-Anud bint Abd al-Aziz bin Musaid Al Jiluwi                  | 阿卜杜勒-拉赫曼（Abd al-Rahman）  |
| 1 | al-Anud bint Abd al-Aziz bin Musaid Al Jiluwi                  | 蘇丹（Sultan）                    |
| 1 | al-Anud bint Abd al-Aziz bin Musaid Al Jiluwi                  | Latifa（女）                      |
| 1 | al-Anud bint Abd al-Aziz bin Musaid Al Jiluwi                  | 哈立德（Khalid）                  |
| 1 | al-Anud bint Abd al-Aziz bin Musaid Al Jiluwi                  | Nura（女）                        |
| 1 | al-Anud bint Abd al-Aziz bin Musaid Al Jiluwi                  | al-Jawhara（女）                  |
| 1 | al-Anud bint Abd al-Aziz bin Musaid Al Jiluwi                  | 薩德（Saad）                      |
| 2 | Jawza bint Abdallah bin Abd al-Rahman Al Abd al-Rahman（離婚） | 穆罕默德（Muhammad）              |
| 2 | Jawza bint Abdallah bin Abd al-Rahman Al Abd al-Rahman（離婚） | Lulu（女）                        |
| 2 | Jawza bint Abdallah bin Abd al-Rahman Al Abd al-Rahman（離婚） | 圖爾基（Turki）                   |
| 3 | Safinaz Nur                                                    | 阿卜杜勒-威利嚴（Abd al-Willien） |
| 4 | Jawhara bint Ibrahim Al Ibrahim                                | 阿卜杜勒-阿齊玆（Abd al-Aziz）    |
| 5 | Janan bint Harb（離婚）                                        |                                   |

## 以他命名的事物
- 法赫德國王國際體育場
- 法赫德国王国际机场
- 法赫德國王大橋
- 法赫德國王盃